# Mainit
Mainit é um município de  quarta classe de renda municipal (d) na província Surigao do Norte, nas Filipinas. De acordo com o censo de 1 de maio  de  2020 possui uma população de 28 019 pessoas e 6 492 domicílios.